# Jacek Czeczot-Gawrak
Jacek Tomasz Czeczot-Gawrak (ur. 16 sierpnia 1947 w Warszawie) – polski konserwator zabytków i historyk sztuki, w 2008 dyrektor muzeum w Łazienkach Królewskich w Warszawie. Od 1991 obywatel brytyjski. 

## Życiorys
Syn przedwojennego pracownika służby zagranicznej Zbigniewa Czeczot-Gawraka i Barbary, pracowniczki Instytutu Nauk Prawnych PAN.
W 1971 uzyskał na Uniwersytecie Warszawskim stopień magistra historii sztuki, a w 1975 ukończył podyplomowe studia konserwacji malarstwa przy wydziale technologii w Courtauld Institute of Art University of London ze specjalnością historia pigmentów. W tym samym roku powstała prowadzona przez niego pracownia „The Studio, Conservation of Paintings”. Pracownia wykonała szereg prac konserwatorskich dla English Heritage. Wśród nich pałace w Hampton Court, Strawberry Hill, plafon Petera Paula Rubensa w Whitehall. Do prac konserwatorskich należały liczne obiekty polskiego dziedzictwa narodowego przeznaczone do wyposażenia Zamku Królewskiego w Warszawie.
W 1986 został kustoszem kolekcji malarstwa Ford Motor Company w pałacu Havering Atte Bower. W 1992 wraz z Lady Sitwell powołał Studio, Architectural and Interior Design. W 1993 został zaproszony do reprezentowania domu aukcyjnego Sotheby i organizacji wizyty Lorda Gowrie w Polsce. W 1994 powstał jego autorstwa projekt fresków w Dawnej Izbie Poselskiej Zamku Królewskiego w Warszawie. Prace wykonane przez Annę Kozłowską były częściowo zrealizowane z fundacji rządu brytyjskiego. Od 1996 pracownia pod jego kierownictwem działa również w Polsce, gdzie wykonała między innymi projekty fasady Ambasady USA w Warszawie, oraz projekt wnętrz rezydencji przedstawiciela Rosji w Konstancinie pod Warszawą. Powołany na stanowisko dyrektora Łazienek Królewskich w Warszawie. W grudniu 2008 złożył rezygnację ze stanowiska.
W 2010 ukończył projekt kolorystyki fasady Zamku Królewskiego w Warszawie.